# كتامة الشرقية
قرية كتامة الشرقية هي إحدى القرى التابعة لمركز طلخا في محافظة الدقهلية في جمهورية مصر العربية. حسب إحصاءات سنة 2006، بلغ إجمالي السكان في كتامة الشرقية 6837 نسمة، منهم 3375 رجل و3462 امرأة.

## التاريخ
قرية كتامة الشرقية من القرى القديمة، حيث وردت باسم «منية الكتاميين» في أعمال السمنودية ضمن قرى الروك الصلاحي التي أحصاها ابن مماتي في كتاب قوانين الدواوين، كما وردت باسم «كتامه» في أعمال الغربية ضمن قرى الروك الناصري التي أحصاها ابن الجيعان في كتاب «التحفة السنية بأسماء البلاد المصرية». وفي العصر العثماني وردت باسم «كتامه» في التربيع العثماني الذي أجراه الوالي العثماني سليمان باشا الخادم في عصر السلطان العثماني سليمان القانوني ضمن قرى ولاية الغربية، وفي تاريخ 1228هـ/1813م الذي عدّ قرى مصر بعد المسح الذي قام به محمد علي باشا باسم «كتامة» ضمن قرى مديرية الغربية. ويُذكر أن تغير الاسم إلى كتامة الشرقية سنة 1260هـ/1844م جاء لتمييزها عن قرية كتامة الغابة.